# Burg Fukue
Die Burg Fukue (japanisch 福江城, Fukue-jō) befindet sich in der Stadt Gotō auf Fukue-jima in der Präfektur Nagasaki. In der Edo-Zeit residierten dort die Gotō als kleine Tozama-Daimyō.

## Geschichte
Im Jahr 1638 errichtete Gotō Moritoshi (五島 盛利; 1591–1642) am Ishida-Ufer (石田浜, Ishida-hama) ein Festes Haus (陣屋, jin’ya) als Wohnsitz. Entworfen wurde die Anlage von Terazawa Hirotaka (寺沢 広高; 1563–1633), dem Fürsten des Karatsu-han. 1726 gab es bei der Erweiterung des Hauses Probleme, so dass der Wohnsitz an der gegenwärtige Stelle neu errichtet wurde. 
In der Bunka-Bummei-Zeit (1804 bis 1830) baten die Gotō zweimal das Shogunat, wegen der zunehmenden Bedrohung durch europäische Schiffe eine Burg errichten zu dürfen, was aber abgelehnt wurde. Schließlich hatte 1849 ihr Gesuch Erfolg, worauf sie mit dem Bau einer Burg auf der ins Meer hineinragenden Landzunge begannen. Die Burg wurde schließlich 1863 fertig und Burg Ishida (石田城, Ishida-jō) genannt. 

## Die Anlage
Die Burg besaß keinen Burgturm (天守閣, tenshukaku), wurde jedoch durch umlaufende Gräben geschützt. Vorgebaut wurde im Osten der zweite Burgbereich, das Ni-no-maru (二ノ丸), im Westen wurde die Residenz angelegt mit dem Karamete-Tor (搦手門, Karamete-mon) und im Norden das Kita-no-maru (北ノ丸) mit dem Vorderen Tor (表門, Omote-mon). Außerdem wurden an den Außenbereichen Kanonen aufgestellt. So wurde die Anlage zur ersten modernen Burg Japans und ist daher besonders beachtenswert. 
Nach 1868 wurden die Gräben teilweise zugeschüttet, aber der innerste Graben ist ganz erhalten. Weiter erhalten sind das Nebentor zur Karamete-Tor, das Vordere Tor im Ni-no-maru, ein Teil der Stein- und Erdwälle und die Gartenanlage innerhalb der Burg. Diese ist als „National besondere Sehenswürdigkeit“ (国名勝. Kuni meishō) registriert.